# Cyclosa senticauda
Cyclosa senticauda är en spindelart som beskrevs av Zhu och Wang 1994. Cyclosa senticauda ingår i släktet Cyclosa och familjen hjulspindlar. Inga underarter finns listade i Catalogue of Life.